# Dermophiidae
Dermophiidae is een familie van wormsalamanders (Gymnophiona). De groep werd voor het eerst wetenschappelijk beschreven door Edward Harrison Taylor in 1969.
Er zijn veertien soorten in vier geslachten. Alle soorten komen voor in zuidelijk Noord-Amerika, Midden-Amerika en delen van Afrika.

## Taxonomie
Familie Dermophiidae
- Geslacht Dermophis
- Geslacht Geotrypetes
- Geslacht Gymnopis
- Geslacht Schistometopum